# راژنووو
راژنووو (به بلغاری: Razhenovo) یک منطقهٔ مسکونی در بلغارستان است که در شهرستان ماجاروفو واقع شده‌است.